# Chitarele dragostei
Chitarele dragostei (titlul original: în germană Gitarren der Liebe) este un film de comedie muzicală vest-german, realizat în 1954 de regizorul Werner Jacobs, protagoniști fiind actorii Vico Torriani, Elma Karlowa și Harald Juhnke. 

## Conținut
Muzicanții Gisa, Walter, Paul și Tom, care ei înșiși s-au numit „Cei patru încinși”, merg în Italia într-o rablă de mașină, vrând ca acolo să se afirme. Când mașina se strică din nou, localnicul Roberto Trenti le vine în ajutor și le repară mașina în scurt timp. Totodată, îi sfătuiește pe cei patru să vină duminica următoare la Venticasi unde, fosta lui iubită se căsătorește cu primarul și cu această ocazie, cântând ar putea câștiga niște bani.
Roberto provoacă un scandal la nuntă, interpretând o melodie care nu este măgulitoare pentru miri. Primarul vrea să-l arunce pe cântăreț în albia secată a râului, dar din cauza stângăciei sale, ajunge el însuși acolo. Când invitații la nuntă indignați vor să se arunce asupra lui Roberto, el dispare rapid cu „Cei patru încinși”. La trecerea unui mic pod, se întâlnesc cu un „crucișător rutier”, un automobil model american mare cât un vapor. Trebuind ambele mașini să oprească, ei observă că pasagera din „crucișător” este celebra cântăreață Ilona Mirko. În numele impresarului Bernardo, ea caută un talent natural, pe nume Roberto Trenti, care să o înlocuiască în turneul cu orchestra Mantovani, deoarece vrea să se retragă din contract din motive personale. Roberto se îndrăgostește de fată, dar nu își dezvăluie sentimentele și rămâne alături de noii săi prieteni, cărora li s-a alăturat ca solist și pe care nu vrea să-i abandoneze. După câteva situații încâlcite de contracte între Ilona, Fred Jacques și Roberto, Mantovani și Bernardo intervin personal în eveniment și conduc totul la un final fericit.
La prima sa mare apariție, Roberto nu numai că are un succes remarcabil, dar pentru el este important că Ilona este pe scenă alături de el și pot să cânte împreună.

## Distribuție
- Vico Torriani – Roberto Trenti
- Elma Karlowa – Ilona Mirko
- Topsy Küppers – Gisa
- Harald Juhnke – Walter
- Gerd Vespermann – Tom
- Horst Uhse – Paul
- Ellen Isenta – bunica lui Roberto
- Ralph Lothar – Fred Jacques
- Hermann Pfeiffer – Bernardo
- Paul Bös – primarul
- Reinhard Kolldehoff – șoferul
- Klaus W. Krause
- Walter Janssen
- Annunzio Mantovani – Enrico Mantovani
- Mantovani și orchestra sa „Charmaine”

## Melodii din film
Melodiile din film au fost publicate la acea vreme de Telefunken și au fost interpretate de Vico Torriani.
- Charmaine, muzica: Ernö Rapée
- Ramona, muzica: Mabel Wayne
- Torna a Sorrento, muzica: Ernesto De Curtis
- Luxembourg Polka, muzica: Emile Reisdorff
- Liebeswalzer, muzica: Willy Mattes, text: Ralph Maria Siegel

Următoarele titluri: muzica: Willy Mattes, Text: Walter Brandin
- Ein Vis-à-Vis, wie Sie
- La Signora Musica
- Cuculino, Cuculo
- Tausend Mandolinen
- Kleiner Mohr